# General Cable
General Cable ist ein Kabelhersteller mit Sitz in Highland Heights, Kentucky. Das Unternehmen ist nach Umsatz der fünftgrößte Kabelhersteller der Welt und geht auf den Zusammenschluss von zehn Vorläufern, darunter die Phillips Wire and Safety Cable Company, die Rome Wire Company und Standard Underground Cable in New Jersey 1927 zurück. Der Vorstandsvorsitzende ist Gregory B. Kenny.

## Geschichte
Zu General Cable gehören auch die Marken Carol, BICC sowie Anaconda.
2007 übernahm General Cable die Norddeutschen Seekabelwerke (NSW) und für 735 Mio. $ die Kabelsparte von Phelps Dodge. Die Rohstoffsparte von Phelps Dodge ging an Freeport-McMoRan. Im Dezember 2017 wurde die Übernahme General Cables durch die Prysmian Group, den weltweit größten Kabelhersteller, bekanntgegeben. Diese hatte einen Wert von drei Milliarden US-Dollar und wurde am 6. Juni 2018 vollzogen. Aufgrund dieser Übernahme wurde die Börsennotierung von General Cable eingestellt.